# Ломы (Палехский район)
Ломы́ — деревня в Палехском районе Ивановской области. Относится к Майдаковскому сельскому поселению.

## География
Находится в 7.2 км к северо-западу от Палеха.

## Население
| 1859 | 1905 | 2010 |
| ---- | ---- | ---- |
| 296  | ↘252 | ↘0   |